# Antoni Dzimiński
Antoni Dzimiński (ur. 13 czerwca 1787 w Piotrowicach, zm. 13 kwietnia 1864) – oficer wojsk polskich, syn Stanisława i Palmiry z domu Łuczyńskiej.

## Okres Napoleoński
14 kwietnia 1807 wstąpił jako szwoleżer do 1 kompanii 1 pułku szwoleżerów Gwardii Cesarskiej. 13 grudnia 1809 furier; 1 marca 1811 awansował na wachmistrza; 6 kwietnia 1811 podporucznik 8 pułku szwoleżerów-lansjerów; 10 grudnia awansował na porucznika.
Walczył w kampaniach 1808–1813. Brał udział w 15 bitwach.
Ranny pod Wagram (6 lipca 1809) i Lipskiem (18 października 1813).

## Królestwo Polskie
W Królestwie Polskim służył jako kapitan w Głównym Dyżurstwie.
W powstaniu listopadowym kapitan 1 pułku ułanów, odkomenderowany do sztabu gubernatora Warszawy, 6 lutego 1831 awansowany na majora z pozostawieniem przy dotychczasowych obowiązkach. 1 marca 1831 został odkomenderowany do pełnienia służby przy szpitalu wojskowym w koszarach aleksandryjskich. 11 sierpnia 1831 został adiutantem polowym generała Umińskiego, dowódcy korpusu rezerwowego. Po kapitulacji Warszawy pozostał w mieście jako chory, stawił się przed Komisją Rządową Wojny, ponowił przysięgę wierności carowi.
W 1832 służył jako kapitan w korpusie weteranów, wykorzystany w Warszawie, w 1835 umieszczony w komendzie inwalidów X okręgu straży wewnętrznej jako kapitan, w 1854 mianowany majorem.

## Odznaczenia
- 13 grudnia 1809 otrzymał Legię Honorową nr 26942.
- W 1830 roku został nagrodzony Znakiem Honorowym za 15 lat służby[a].

Zmarł  13 kwietnia 1864, spoczywa w grobie rodzinnym na  cmentarzu w Suwałkach przy ulicy Bakałażewskiej.